# HomePod (2017)
De HomePod is een slimme luidspreker die op 5 juni 2017 door Apple Inc. werd aangekondigd tijdens het WWDC in San Jose. De luidspreker kwam op 9 februari 2018 in de Verenigde Staten, het Verenigd Koninkrijk en Australië op de markt in de kleuren wit en spacegrijs. Sinds 18 juni 2018 werd de HomePod ook in Duitsland en Frankrijk verkrijgbaar.
In maart 2021 werd bekendgemaakt dat de productie van de HomePod wordt stopgezet wegens tegenvallende verkoopcijfers. Apple ging zich vanaf dat moment richten op de HomePod Mini.

## Geschiedenis
Tijdens de presentatie van de HomePod op WWDC 2017 benadrukten Apple-topmannen Tim Cook en Phil Schiller dat het bedrijf met het apparaat de nadruk wilde leggen op geluidskwaliteit en integratie met Siri en Apple Music. Zo is de HomePod voorzien van zeven tweeters en een 10 cm woofer en moet hij door middel van beamforming en weerkaatsing het geluid in een kamer beter laten klinken.
Op 5 juni 2017 konden journalisten prototypen van de HomePod bekijken. Geen daarvan bleek te werken, daar het volgens Apple om een 'sneak peak' ging.
Doordat de HomePod een speciale versie van Siri kreeg, zou deze in eerste instantie alleen in het Engels werken.
In maart 2021 werd aangekondigd dat de oorspronkelijke HomePod na vier jaar definitief stopgezet wordt wegens tegenvallende verkoopcijfers, en dat men zich ging richten op de HomePod Mini.

## Technische gegevens
- Processor: Apple A8
- Opslag: 16 GB
- Beeldscherm: led-scherm met 272 × 340 pixels
- Geluid: 7 tweeters, 10 cm woofer
- Microfoon: 6 ingebouwde microfoons
- Invoer: aanraakscherm, stemcommando's met Siri
- Connectiviteit: Wi-Fi, Bluetooth 5.0
- Besturingssysteem: audioOS
- Afmetingen: 140 mm × 170 mm (b × h)
- Gewicht: 2,5 kg